# Salem al-Hazmi
Salem al-Hazmi ( em árabe: سالم الحازمي, translit. Sālam al-Ḥāzmī; Meca, 2 de fevereiro de 1981 – Nova Iorque, 11 de setembro de 2001) foi um sequestrador terrorista saudita que ajudou no sequestro do voo 77 da American Airlines como parte dos ataques de 11 de setembro de 2001 contra os Estados Unidos. A aeronave colidiu deliberadamente contra o edifício do Pentágono, perto de Washington, D.C., matando al-Hazmi e todos os demais a bordo da aeronave.
Al-Hazmi tinha uma história relativamente longa com a Al-Qaeda antes de ser selecionado para os atentados. Ele obteve um visto de turista através do programa Visa Express e chegou aos Estados Unidos em junho de 2001, onde se estabeleceria em Nova Jersey com outros sequestradores americanos do 77 até os ataques.
Em 11 de setembro de 2001, al-Hazmi embarcou no vôo 77 ao lado de quatro cúmplices, incluindo seu irmão mais velho, Nawaf al-Hazmi. Ele ajudou a subjugar os passageiros e a tripulação, permitindo que o piloto suicida da equipe, Hani Hanjour, assumisse o controle do avião. Al-Hazmi completou apenas 20 anos naquele mesmo ano, o que o tornou o mais jovem dos dezenove terroristas a participar dos ataques de 11 de setembro.

## História
Salem al-Hazmi nasceu em 2 de fevereiro de 1981, filho de Muhammad Salim al-Hazmi, um dono de uma mercearia na cidade de Meca, Arábia Saudita. Seu pai descreveu Salem como um adolescente briguento que tinha problemas com álcool e pequenos furtos. No entanto, ele parou de beber e começou a frequentar a mesquita cerca de três meses antes de deixar a família.
Há relatos de que ele lutou no Afeganistão com seu irmão, Nawaf al-Hazmi, e outros relatos dizem que os dois lutaram juntos na Chechênia, na Rússia. Salem al-Hazmi era um veterano da Al-Qaeda quando foi selecionado para participar nos ataques de 11 de setembro. A inteligência dos Estados Unidos soube do envolvimento de al-Hazmi com a Al-Qaeda já em 1999, mas ele não foi colocado em nenhuma lista de vigilância.
Conhecido como Bilal durante os preparativos, tanto ele como Ahmed al-Ghamdi voaram para Beirute em novembro de 2000, embora em voos separados.

## Nos Estados Unidos
De acordo com o FBI e o relatório da Comissão do 11 de Setembro, al-Hazmi entrou pela primeira vez nos Estados Unidos em 29 de junho de 2001, embora haja vários relatos não confirmados de que antes ele estava morando em San Antonio, Texas, com o colega sequestrador Satam al-Suqami. Al-Hazmi usou o polêmico programa Visa Express para entrar no país.
Em 27 de agosto, os irmãos Nawaf e Salem al-Hazmi compraram passagens aéreas através do Travelocity.com usando o cartão Visa do primeiro.

## Ataques
Em 11 de setembro de 2001, al-Hazmi embarcou no voo 77 da American Airlines. O vídeo de vigilância do Aeroporto Internacional de Dulles, na Virgínia, mostra dois dos cinco sequestradores, incluindo Salem al-Hazmi, sendo afastados para serem submetidos a um exame minucioso adicional após acionarem detectores de metal.
O voo estava previsto para partir às 8h10, mas acabou saindo às 10 minutos atrasado do portão D26 em Dulles. As últimas comunicações normais de rádio da aeronave para o controle de tráfego aéreo ocorreram às 08h50min51s. Às 08h54, o voo 77 começou a se desviar de sua rota designada, virou para o sul e então os sequestradores definiram o piloto automático do voo para Washington, DC. A passageira Barbara Olson ligou para seu marido, o procurador-geral dos Estados Unidos Theodore Olson, e relatou que o avião havia sido sequestrado e que os agressores portavam estiletes e facas. Às 09h37, o voo 77 da American Airlines colidiu com a fachada oeste do prédio do Pentágono, matando todos os 64 a bordo (incluindo os sequestradores), juntamente com 125 em solo. No processo de recuperação, restos mortais de todos os cinco sequestradores foram identificados por meio de um processo de eliminação, por não corresponderem a nenhuma amostra de DNA das vítimas, e colocados sob custódia do FBI. As equipes forenses confirmaram que que dois dos sequestradores eram irmãos, com base nas semelhanças de DNA.

## Alegações de erro de identidade
Pouco depois dos ataques, várias fontes relataram que Salem al-Hazmi, 26 anos, estava vivo e trabalhando numa fábrica petroquímica em Iambo, na Arábia Saudita. Ele alegou que seu passaporte havia sido roubado por um batedor de carteiras no Cairo três anos antes e que as fotos e detalhes como data de nascimento divulgados ao público pelo FBI eram de sua autoria. Ele também afirmou que nunca tinha visitado os Estados Unidos, mas se ofereceu para voar para os EUA para provar sua inocência. Em 19 de setembro, Al-Sharq Al-Awsat publicou sua fotografia ao lado da de Badr Al-Hazmi, que alegaram ser o verdadeiro sequestrador que roubou sua identidade.
Depois de alguma confusão e dúvida, a Arábia Saudita admitiu que de facto os nomes dos sequestradores estavam correctos. “Os nomes que obtivemos confirmaram isso”, disse príncipe Nayef, em entrevista à Associated Press, "Suas famílias foram notificadas." Nayef disse que a liderança saudita ficou chocada ao saber que 15 dos sequestradores eram da Arábia Saudita e disse que era natural que o reino não tivesse notado o seu envolvimento de antemão.